# Carico aerodinamico
Nell'ingegneria automobilistica e motociclista, il carico aerodinamico è una forza che si esercita su una vettura in movimento, indotta dal flusso d'aria, tale da aumentarne l'aderenza al suolo.

## Applicazione
Il carico aerodinamico si ottiene in tre modi:
- mediante l'utilizzo di alettoni che deviano verso l'alto il flusso d'aria: per la terza legge di Newton, l'alettone, e quindi la vettura, riceve una forza uguale e contraria che lo spinge verso il basso. Questa forza è proporzionale al quadrato della velocità della vettura, in quanto all'aumentare della velocità crescono sia la quantità di aria spostata, sia l'entità dello spostamento.
- mediante lo sfruttamento dell'effetto suolo: al passaggio della vettura, una certa quantità d'aria viene convogliata sotto di essa e, a causa della riduzione della sezione del flusso, aumenta la velocità e genera quindi una depressione tra la vettura e il suolo per l'effetto Venturi. Questo effetto è tanto maggiore quanto più il fondo della vettura è vicino al suolo.
- disegnando opportunamente la forma della vettura, in modo da ottenere un effetto di deportanza.

Specialmente i progettisti di automobili da corsa cercano di ottenere il massimo carico aerodinamico possibile, in quanto una maggiore aderenza al suolo permette maggiori velocità di percorrenza in curva e minori spazi di frenata. Questa esigenza va però bilanciata con quella di ridurre la resistenza all'avanzamento della vettura, che cresce all'aumentare delle dimensioni e dell'inclinazione degli alettoni.
Le auto da corsa hanno iniziato ad utilizzare gli alettoni negli anni sessanta: oggi le vetture a ruote coperte hanno in genere solo un alettone posteriore, posto sopra la parte terminale dell'auto, mentre quelle a ruote scoperte hanno sia un alettone anteriore che uno posteriore. Lo sfruttamento dell'effetto suolo è iniziato invece sul finire degli anni settanta, con l'introduzione delle cosiddette "minigonne", appendici poste sotto la vettura che incanalavano e indirizzavano il flusso d'aria in modo da ridurre le dispersioni e le turbolenze. In seguito le minigonne sono state però proibite in molte categorie.
Per le moderne vetture di Formula 1, il carico aerodinamico alle massime velocità può raggiungere intensità dell'ordine dei 3000 chilogrammi-forza, mentre la massa della vettura è di circa 850 kg (carburante e pilota compreso). Questo carico permette di affrontare i curvoni veloci con accelerazioni laterali fino a 4-5 g. Per questo motivo la guida di queste vetture è molto impegnativa per il fisico del pilota, specie per i muscoli del collo che devono reggere il peso della testa e del casco.